# Mellow Gold
Mellow Gold je třetí studiové album amerického hudebníka Becka, vydané 1. března 1994 vydavatelstvími DGC Records a Bong Load Records. Na produkci se spolu s Beckem podíleli Tom Rothrock, Rob Schnapf a Carl Stephenson, který je zároveň spoluautorem čtyř písní. V písních se mísí různé žánry, včetně rocku, hip hopu, folku a psychedelie. Jsou v nich použity samply písní od Melvins, Billyho Squiera a dalších, a také dialogy z filmu Kill the Moonlight. Pro Becka šlo o průlomové album, které dosáhlo nečekaného úspěchu. V americké hitparádě Billboard 200 se umístilo na třinácté příčce a postupně se stalo platinovým. K roku 2008 se prodalo 1 200 000 nosičů alba. Velký úspěch zaznamenal také singl „Loser“.

## Seznam skladeb
| Pořadí         | Název                                                                      | Autor                 | Délka |
| -------------- | -------------------------------------------------------------------------- | --------------------- | ----- |
| 1.             | Loser                                                                      | Beck, Carl Stephenson | 3:55  |
| 2.             | Pay No Mind (Snoozer)                                                      | Beck                  | 3:15  |
| 3.             | Fuckin with My Head (Mountain Dew Rock)                                    | Beck                  | 3:41  |
| 4.             | Whiskeyclone, Hotel City 1997                                              | Beck                  | 3:28  |
| 5.             | Soul Suckin' Jerk                                                          | Beck, Stephenson      | 3:57  |
| 6.             | Truckdrivin Neighbors Downstairs (Yellow Sweat)                            | Beck                  | 2:55  |
| 7.             | Sweet Sunshine                                                             | Beck, Stephenson      | 4:14  |
| 8.             | Beercan                                                                    | Beck, Stephenson      | 4:00  |
| 9.             | Steal My Body Home                                                         | Beck                  | 5:34  |
| 10.            | Nitemare Hippy Girl                                                        | Beck                  | 2:55  |
| 11.            | Mutherfuker                                                                | Beck                  | 2:04  |
| 12.            | Blackhole (obsahuje skrytou píseň „Analog Odyssey“ začínající v čase 5:49) | Beck                  | 7:33  |
| Celková délka: | Celková délka:                                                             | Celková délka:        | 47:31 |

## Obsazení
- Beck – zpěv, kytara, baskytara, harmonika, syntezátory, perkuse
- Mike Boito – varhany
- Carl Stephenson – beaty, samply, sitár
- Petra Haden – housle
- David Harte – bicí
- Rob Zabrecky – baskytara
- Mike O'Connor – bicí